# Doctor Dolittle (1967)
Doctor Dolittle is een Amerikaanse musicalfilm uit 1967, gebaseerd op het gelijknamige kinderboekenpersonage bedacht door Hugh Lofting. De film werd geregisseerd door Richard Fleischer. Hoofdrollen werden vertolkt door Rex Harrison, Samantha Eggar, Anthony Newley en Richard Attenborough.
De film had een lastige opnameperiode en werd uiteindelijk een flop. In 1998 kwam er een succesvollere herverfilming onder dezelfde naam, Dr. Dolittle.

## Verhaal
Het is het jaar 1848. In het Britse plaatsje Puddleby-on-the-Marsh woont een arts genaamd John Dolittle, die erom bekendstaat dat hij liever dieren helpt dan mensen. Dit omdat hij met dieren kan praten; iets wat maar weinig mensen weten. Zijn huis zit dan ook vol dieren waaronder geiten, schapen, varkens , paarden en een chimpansee genaamd Chee-Chee. De meeste dorpelingen beschouwen Dolittle als zonderling. De enige die hem goed kent is een jongen genaamd Tommy Stubbins.
Wanneer Tommy op een dag een gewonde eend naar Dolittle brengt, ontmoet hij een man genaamd Matthew Mugg die Dolittle graag wil spreken. Kort na hun aankomst bij Dolittles huis breekt er een storm los, dus de twee brengen de nacht door in het huis. Die avond vertelt Dolittle hen hoe het kan dat hij met dieren kan praten. Jaren terug, toen hij net was afgestudeerd als arts, had Dolittle al een voorkeur voor dierlijke patiënten boven menselijke. Dit tot ongenoegen van zijn patiënten en zijn zus. Op een dag ontdekte hij dankzij zijn papegaai Polynesia dat alle dieren een eigen taal hebben die met wat training te leren valt. Dit zette Dolittle ertoe aan om elke dierentaal te leren die er is. Momenteel spreekt hij er 500.
De volgende dag demonstreert Dolittle zijn talenten door een bijziend paard te helpen. De zaken nemen voor hem echter een onverwachte wending nadat hij een zeehond helpt ontsnappen uit een circus. Dolittle wordt hiervoor berecht, waarbij hij zijn talenten openlijk toont. De rechter vindt Dolittles talent te gevaarlijk en laat hem opsluiten in een inrichting. Met behulp van Polynesia en Chee-Chee ontsnapt Dolittle, waarna hij, Tommy, Matthew en Polynesia wegvluchten met een schip genaamd "The Flounder". Een vrouw genaamd Emma Fairfax blijkt later ook mee te zijn gereisd als verstekeling. Daar ze nu voortvluchtig zijn, besluit Dolittle van de gelegenheid gebruik te maken om op zoek te gaan naar een zeldzame roze zeeslak.
Na een lange reis bereikt te groep een drijvend tropisch eiland, waar ze worden gevangen door de inheemse bewoners. Het eiland blijkt eeuwen terug te zijn afgebroken van een landtong en nu naar koudere wateren te drijven. Doordat Dolittle een walvis overtuigt om het eiland terug op zijn plek te duwen, wint hij het respect van de inheemsen. Dolittle besluit op het eiland te blijven terwijl de rest van de groep terugkeert naar Engeland. Op het eiland vindt Dolittle tevens de roze zeeslak die hij zocht. Pas nadat Dolittle bericht uit Engeland ontvangt dat de mensen hun mening over hem hebben herzien en het arrestatiebevel tegen hem is ingetrokken keert hij ook huiswaarts.

## Rolverdeling
| Acteur               | Personage             |
| -------------------- | --------------------- |
| Rex Harrison         | Dr. John Dolittle     |
| Samantha Eggar       | Emma Fairfax          |
| Anthony Newley       | Matthew Mugg          |
| Richard Attenborough | Albert Blossom        |
| Peter Bull           | General Bellowes      |
| Muriel Landers       | Mrs. Blossom          |
| William Dix          | Tommy Stubbins        |
| Geoffrey Holder      | William Shakespeare X |
| Portia Nelson        | Sarah Dolittle        |
| Norma Varden         | Lady Petherington     |
| Ginny Tyler          | voice of Polynesia    |

## Achtergrond

### Productie
Het script voor de film werd geschreven door Leslie Bricusse aan de hand van de boeken The Voyages of Doctor Dolittle, The Story of Doctor Dolittle, en Doctor Dolittle's Circus. Oorspronkelijk zou Alan Jay Lerner het script schrijven, maar hij werd ontslagen door producer Arthur P. Jacobs omdat hij er veel langer over deed dan gepland. Richard Sherman en Robert B. Sherman werden ook benaderd als scriptschrijvers, maar zij hadden al een contract bij Walt Disney.
De productie van de film kende veel tegenslagen. Zo bleken veel van de locaties die waren gekozen voor opnames ongeschikt, en was het werken met dieren op de set lastig voor de acteurs. Bovendien kreeg Rex Harrison onenigheid met de producers, die hem daarom tijdelijk vervingen door Christopher Plummer. De film had bij aanvang van productie een budget van zes miljoen dollar, maar de totale kosten kwamen uit op 18 miljoen dollar.

### Filmmuziek
- Overture - Orkest
- My Friend the Doctor - Matthew
- The Vegetarian - Dolittle
- Talk to the Animals - Dolittle, Polynesia
- If I Were a Man - Emma
- At the Crossroads - Emma
- I've Never Seen Anything Like It - Blossom, Dolittle, Matthew
- Beautiful Things - Matthew
- When I Look In Your Eyes - Dolittle
- Like Animals - Dolittle
- After Today - Matthew
- Fabulous Places - Dolittle, Emma, Matthew, Tommy
- Where Are the Words
- I Think I Like You - Dolittle, Emma
- Doctor Dolittle - Matthew, Tommy, Emma, the Islanders
- Something In Your Smile - Dolittle
- My Friend the Doctor (reprise) - Company

### Uitgave en ontvangst
De film werd bij de première aangeprezen met een grote media-actie, waarbij onder andere een miljoen exemplaren van de soundtrack te koop werden aangeboden. Desondanks was de film geen succes. De film bracht 9 miljoen dollar op; te weinig om de kosten terug te verdienen. De film was dan ook een financiële strop voor 20th Century Fox.
De mislukking van de film was mogelijk te wijten aan het feit dat de originele première middels een theatershow werd afgeblazen ten gunste van een meer reguliere première.

### Dvd-uitgave
De dvd heeft het formaat van het originele bioscoopformaat 2,35×1 (cinemascope).
De dvd is voorzien van diverse ondertitels. De liederen zijn echter niet ondertiteld.

## Prijzen en nominaties
In 1968 won Doctor Dolittle twee Academy Awards:
- Beste effecten
- Beste originele lied

De film werd genomineerd voor zeven andere Academy Awards:
- Best Art Direction-Set Decoration
- Beste cinematografie
- Beste filmmontage
- Beste muziek
- Best Music, Scoring of Music, Adaptation or Treatment
- Beste film
- Beste geluid

De film won verder nog drie andere prijzen:
- 1968: de Golden Globe voor beste mannelijke bijrol (Richard Attenborough)
- 1968: de Golden Reel Award voor beste geluidsmontage
- 1996: de Genesis Award voor Feature Film – Classic